# إبراهيم عويس
الدكتور إبراهيم عويس مصري المولد أمريكي الجنسية، عالم اقتصاد، خبير دولي، وبرفسور في جامعة جورج تاون الأمريكية. هو أول من أسخدم مصطلح بترودولار لوصف حالة ارتباط الدولار الأمريكي بمبيعات النفط من منظمة أوبك.
حصل على البكالوريوس في الاقتصاد والعلوم السياسية من جامعة الإسكندرية في مصر عام 1952 ثم عمل كمديرا بوزارة الصناعة في وزارة عزيز صدقي وكان صاحب أول فكرة لتوسيع الرقعة الصناعية على أنحاء مصر كلها دون التركيز على القاهرة والإسكندرية فقط ولكن هذه الفكرة العظيمة قوبلت بالرفض فاتجه لأمريكا ثم حصل على درجة الماجستير والدكتوراه عام 1961 و1962 من جامعة مينيسوتا في الولايات المتحدة الأميركية. عمل أستاذا للاقتصاد السياسي في جامعة هارفرد وجون هوبكنز وجورج تاون التي يدرّس فيها حتى الآن، عمل كخبير في الاقتصاد الدولي لدى عدة حكومات منها حكومات مصر والكويت وقطر وسلطنة عمان والمملكة العربية السعودية وبنما وتايوان. تتلمذ على يديه كثير من السياسيين ورجال الاقتصاد البارزين منهم الرئيس الأميركي السابق بيل كلينتون. مُنح الكثير من الأوسمة الدولية وصدر له حتى الآن خمسون كتابا في الاقتصاد والسياسة نشرت كلها بالإنجليزية، وضع العديد من المصطلحات الاقتصادية الدولية مثل مصطلحي بترودولار ورؤوس الأموال الحبيسة.